# Continental Airlines
Pour les articles homonymes, voir Continental.
« Coa » redirige ici. Pour les autres significations, voir COA.
 (septembre 2012).
Continental Airlines (code AITA : CO ; code OACI : COA) était une compagnie aérienne américaine. Elle a fusionné en mars 2012 avec United Airlines. Elle était la sixième plus grande compagnie aérienne mondiale, avec plus de 2 900 départs quotidiens vers les Amériques, l'Europe, l'Asie et même l'Océanie, avec sa filiale Continental Micronesia (Code AITA CS). Continental desservait 149 destinations intérieures et 119 destinations internationales. Elle était basée à Chicago en Illinois.
Ses trois plates-formes de correspondance ((en)hubs) étaient l'aéroport intercontinental George-Bush de Houston [IAH], celui de Newark [EWR] et celui de Cleveland [CLE].
Continental Micronesia lui permettait de desservir Hawaii, la Polynésie, la Micronésie (région), l'Australie, l'Asie de l'Est à partir de son hub de Guam (aéroport international Antonio-B.-Won-Pat de Guam) [GUM]
Cape Air, CommutAir et Gulfstream International Airlines ont contribué aux vols Continental sous le nom de « Continental Connection ». Expressjet a également opéré certains vols Continental sous le nom « Continental Express ».
Continental faisait partie de l'alliance de compagnies aériennes Wings Alliance et était partenaire de Northwest Airlines, KLM et Delta Air Lines. À ce titre, elle a fait partie de SkyTeam du 13 septembre 2004 jusqu'au 24 octobre 2009. Elle avait rejoint Star Alliance le 27 octobre 2009. Elle organisait également des partages de code avec Amtrak et la SNCF.

## Histoire

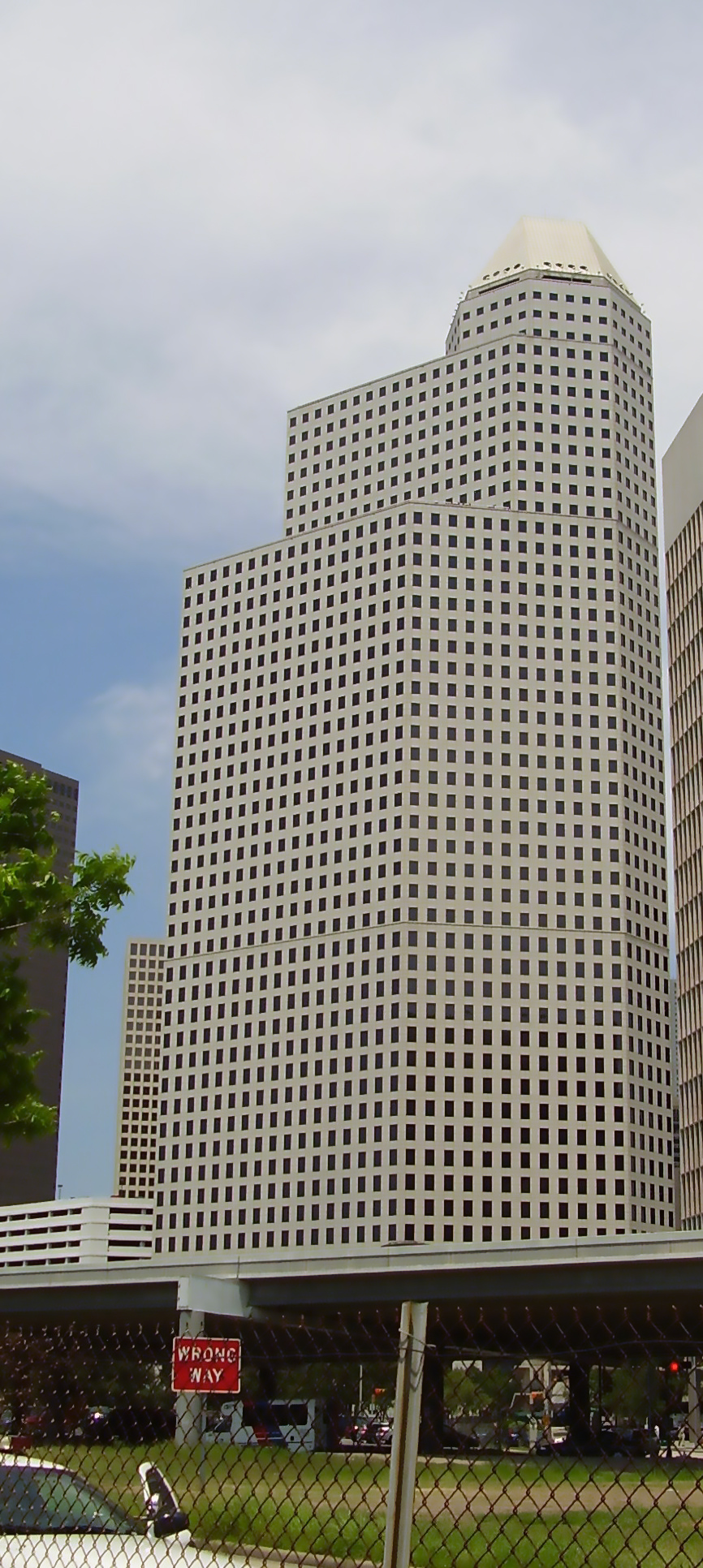
Continental Center One, l'ancien siège de Continental Airlines

Continental Airlines débuta en 1934 comme Varney Speed Lines, d'après le nom de son propriétaire, Walter T. Varney, à partir de l'aéroport d'El Paso. Son nom actuel fut adopté en 1937 avec le nouveau propriétaire Robert Six qui présida la compagnie pendant 40 ans et déplaça sa base à Denver (d'où le nom). Limitée au sud-ouest des États-Unis, pendant de nombreuses années, elle fusionna avec Pioneer Airlines, en 1953, se développant alors sur le Texas et le Nouveau-Mexique. En 1957, le premier vol entre Chicago et Los Angeles fut programmé, mais ses Boeing 707 ne volaient pas sur la côte Est.
En 1963, le siège de la compagnie s'installa à Los Angeles et en 1968, une nouvelle image fut inaugurée (orange, or avec un cercle noir sur la queue). C'est la guerre du Viêt Nam qui provoqua la naissance de Continental Micronesia (d'abord Air Micronesia). En 1970, le premier Boeing 747 est mis en service. Auckland et Sydney furent atteintes en 1977. En 1987, elle absorbe New York Air.
Le 19 juin 2008, Continental Airlines (numéro quatre aux États-Unis) a annoncé une alliance avec United Airlines (numéro deux aux États-Unis) et son intention de quitter l'alliance commerciale Skyteam pour rejoindre un nouveau partenaire Star Alliance . Elle était membre de SkyTeam, depuis septembre 2004.
Le 3 mai 2010, la compagnie annonce sa fusion avec United Airlines pour 3 milliards de dollars. La nouvelle compagnie sera la plus grande compagnie aérienne mondiale avec un chiffre d'affaires de 29 milliards de dollars et une capitalisation boursière de 3 milliards de dollars. La fusion a dû être approuvée par les autorités américaines de la concurrence,.
Le 26 mai 2010, Continental Airlines ouvrira la première route aérienne avec le Boeing 787 entre Houston-Auckland le 16 novembre 2011.
La fusion/acquisition sera effective le 1er octobre 2010, et entérinée par la FAA, le 30 novembre 2011, par la fourniture d'un certificat d'opérations unique.

## Polémique sur la sécurité
Le 25 juillet 2000, un DC-10 de la compagnie au décollage de l'aéroport de Paris - Roissy Charles De Gaulle, perd une pièce qui se révèle être une lamelle de titane contrefaite, ce qui provoque l'accident du vol 4590 Air France (le Concorde), au décollage juste après lui,.
En 2008, un rapport de l'aviation civile américaine constate un nombre croissant de demandes d'atterrissage d'urgence à l'approche de l'aéroport de Newark, près de New York, en raison de niveaux de carburant proches du minimum requis. 64 % des incidents sont incriminés à Continental Airlines.

## Flotte Historique

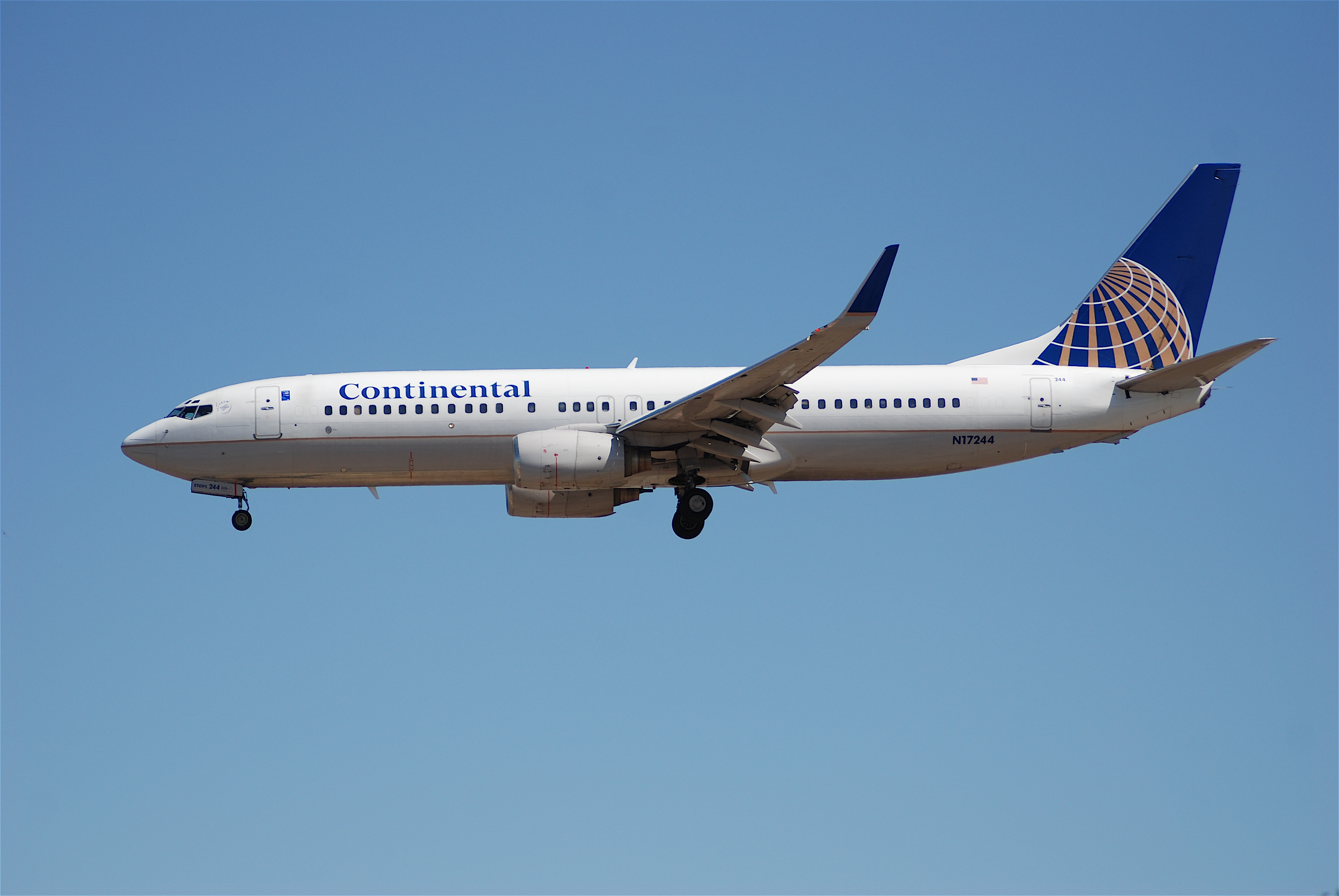
Boeing 737-800 de Continental Airlines en approche à l'aéroport international de Los Angeles

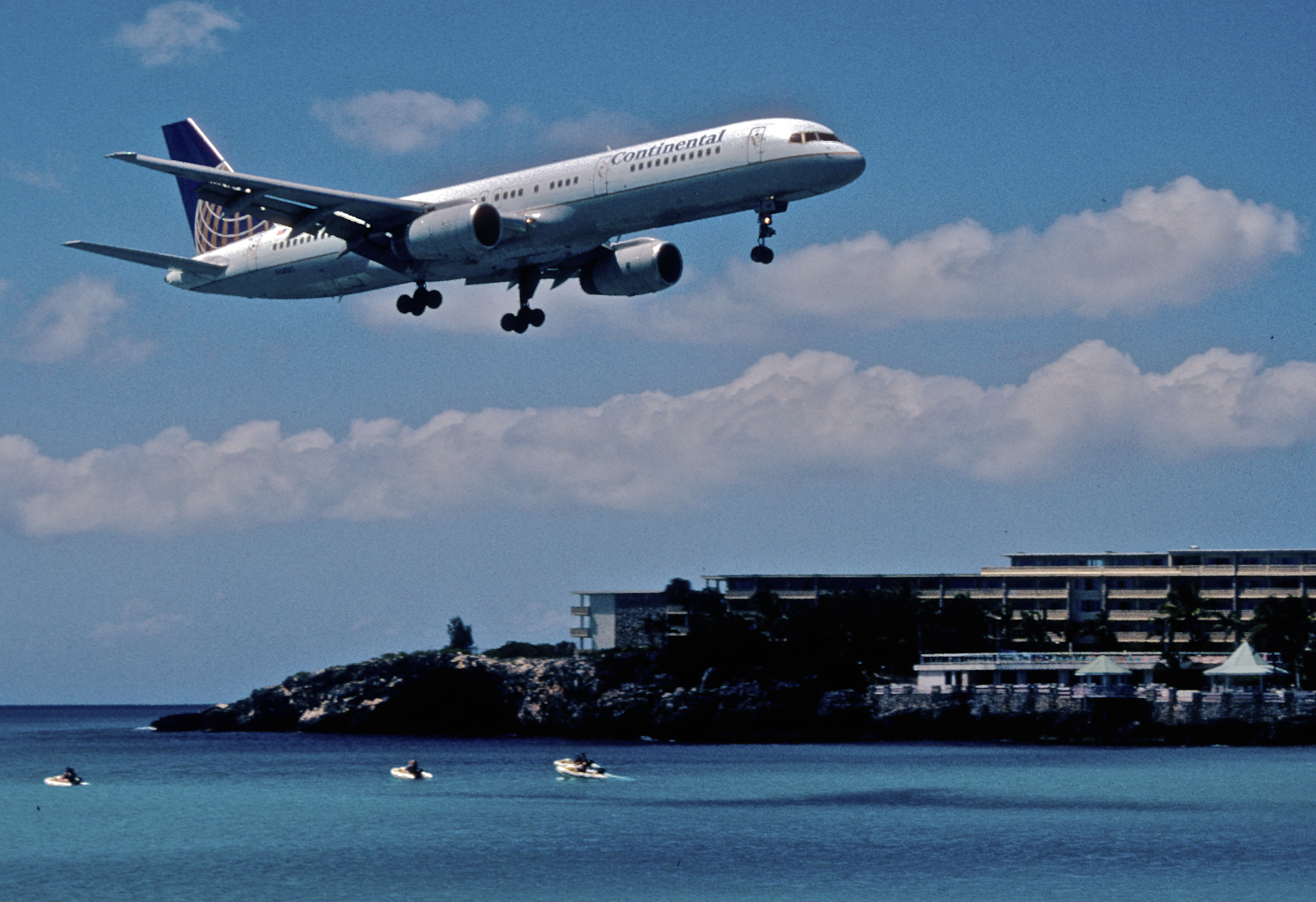
Boeing 757-224 en approche à Saint-Martin

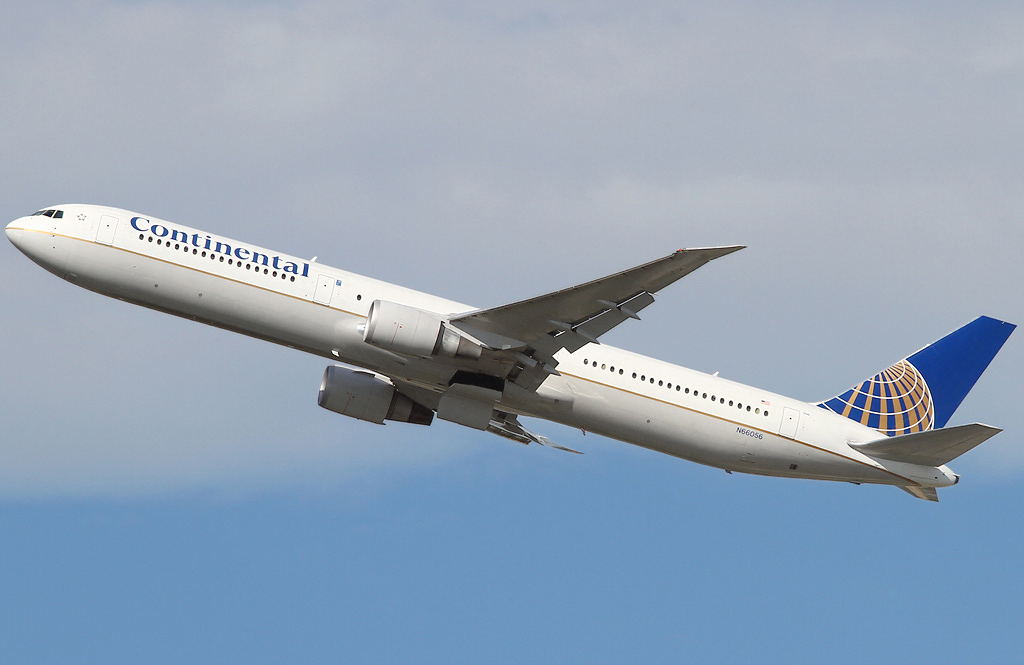
Boeing 767-400ER

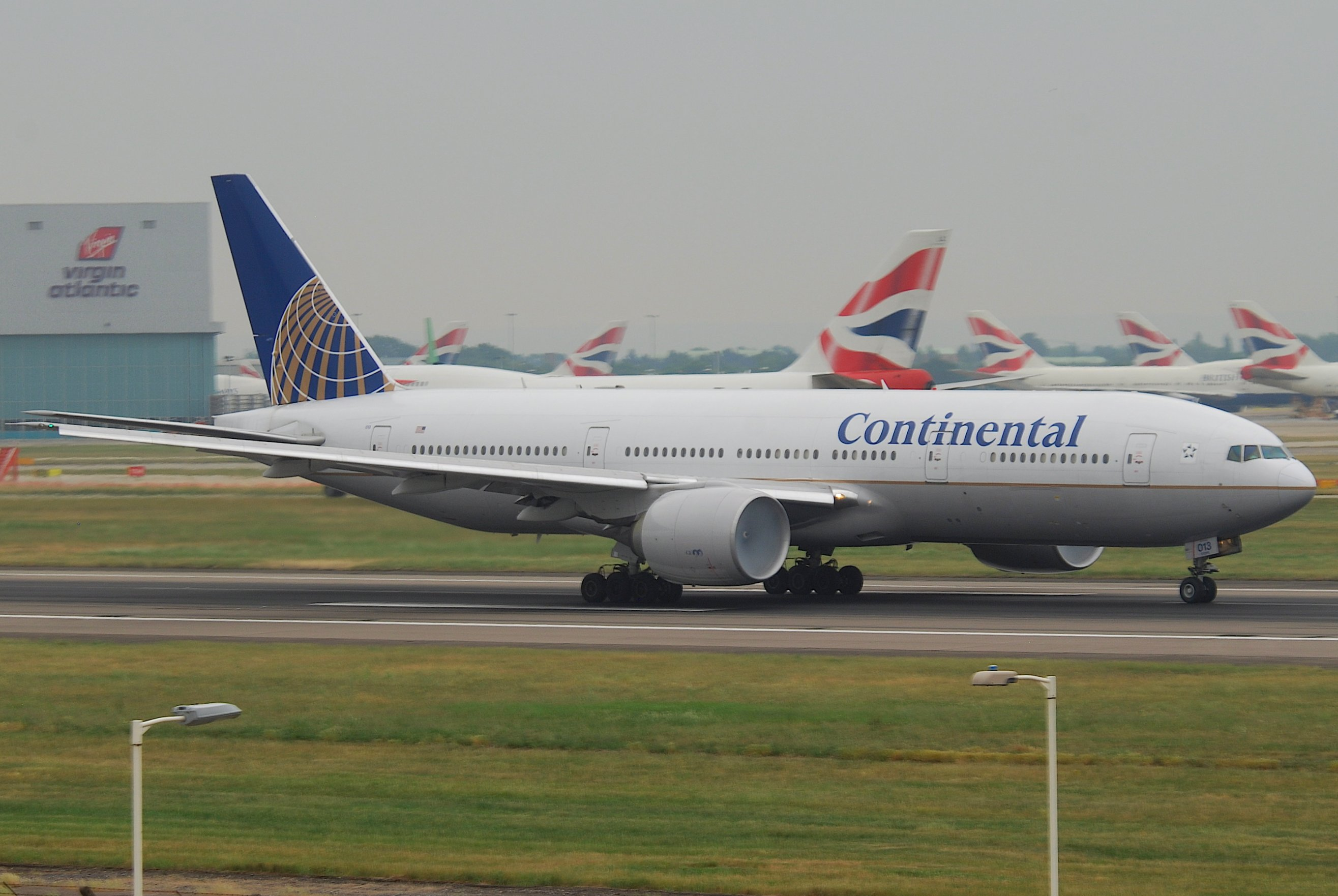
Boeing 777-200ER à Heathrow en 2010

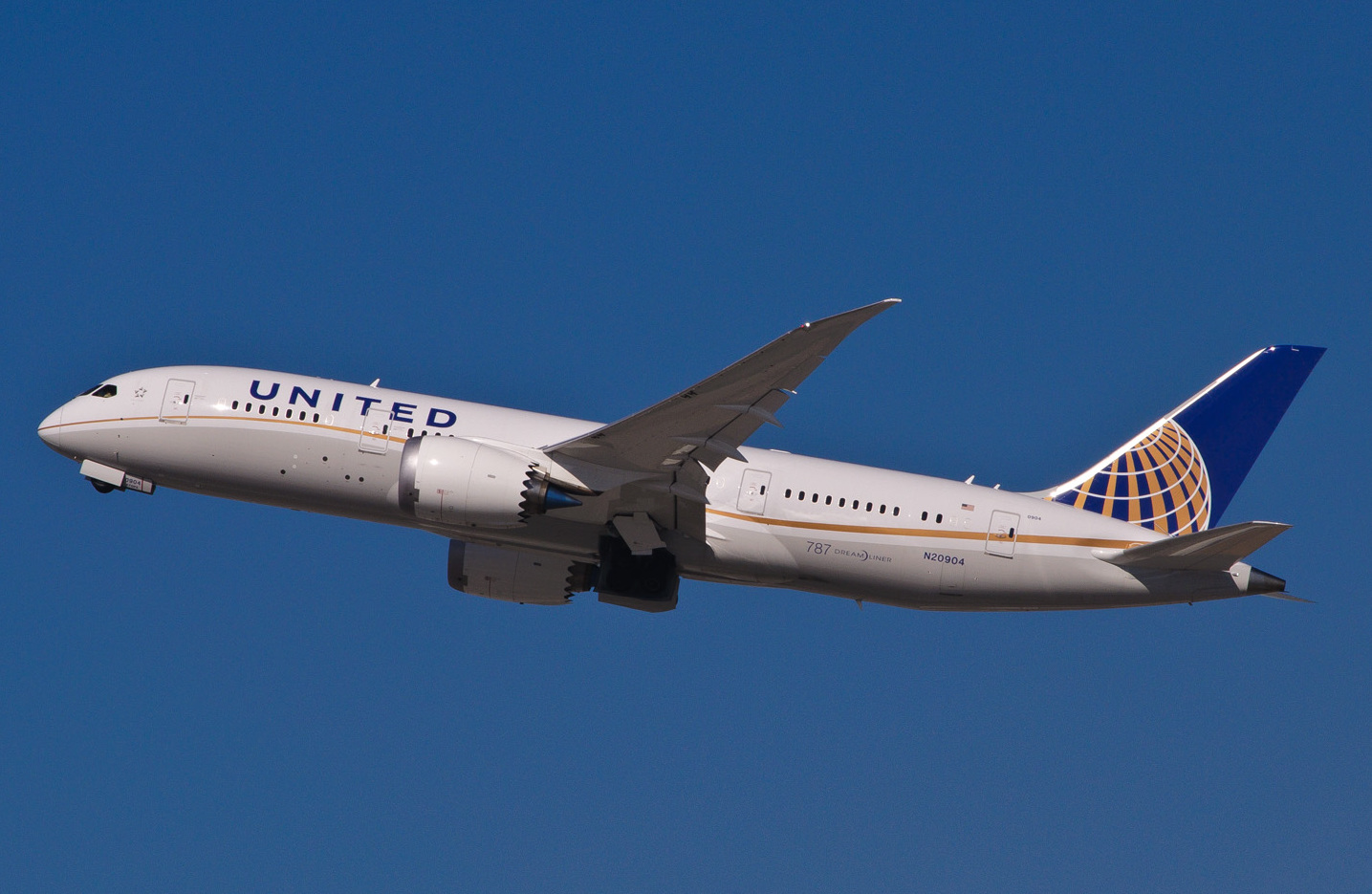
Boeing 787-8 Dreamliner

La flotte de Continental était composée :

*La première classe est offerte sur les vols intérieurs. BusinessFirst est disponible seulement sur les vols internationaux/transatlantiques.

## Filiales
- Continental Express était une filiale de Continental Airlines. C'est également l'indicatif d'appel de ses filiales aériennes ExpressJet Airlines et Chautauqua Airlines.
  - ExpressJet Airlines (Code AITA : RU ; Code OACI : BTA) était une filiale de Continental Express.
  - Chautauqua Airlines (Code AITA : RP ; Code OACI : CHQ) était une filiale de Continental Express.